# Уильямсон, Дэниел Александр
Дэниел Александр Уильямсон (англ. Daniel Alexander Williamson; 1823[…], Ливерпуль, Ланкашир — 12 февраля 1903) — британский художник-пейзажист, близкий к прерафаэлитам. 

## Биография
Родился в 1823 году в Ливерпуле. Жил и работал в Лондоне (с 1849 по 1857), Ливерпуле, сельском Ланкашире. Совершал регулярные путешествия по Британии в поисках натуры для пейзажей; нередко — в компании ливерпульского художника Уильям Линдси Уиндуса. В своих работах 1860-х годов стремился адаптировать к жанру пейзажа творческую манеру прерафаэлитов. 
Скончался Уильмсон в 1903 году.
Ряд его работ хранятся в собраниях Национальных музеев Ливерпуля (англ.).

## Галерея

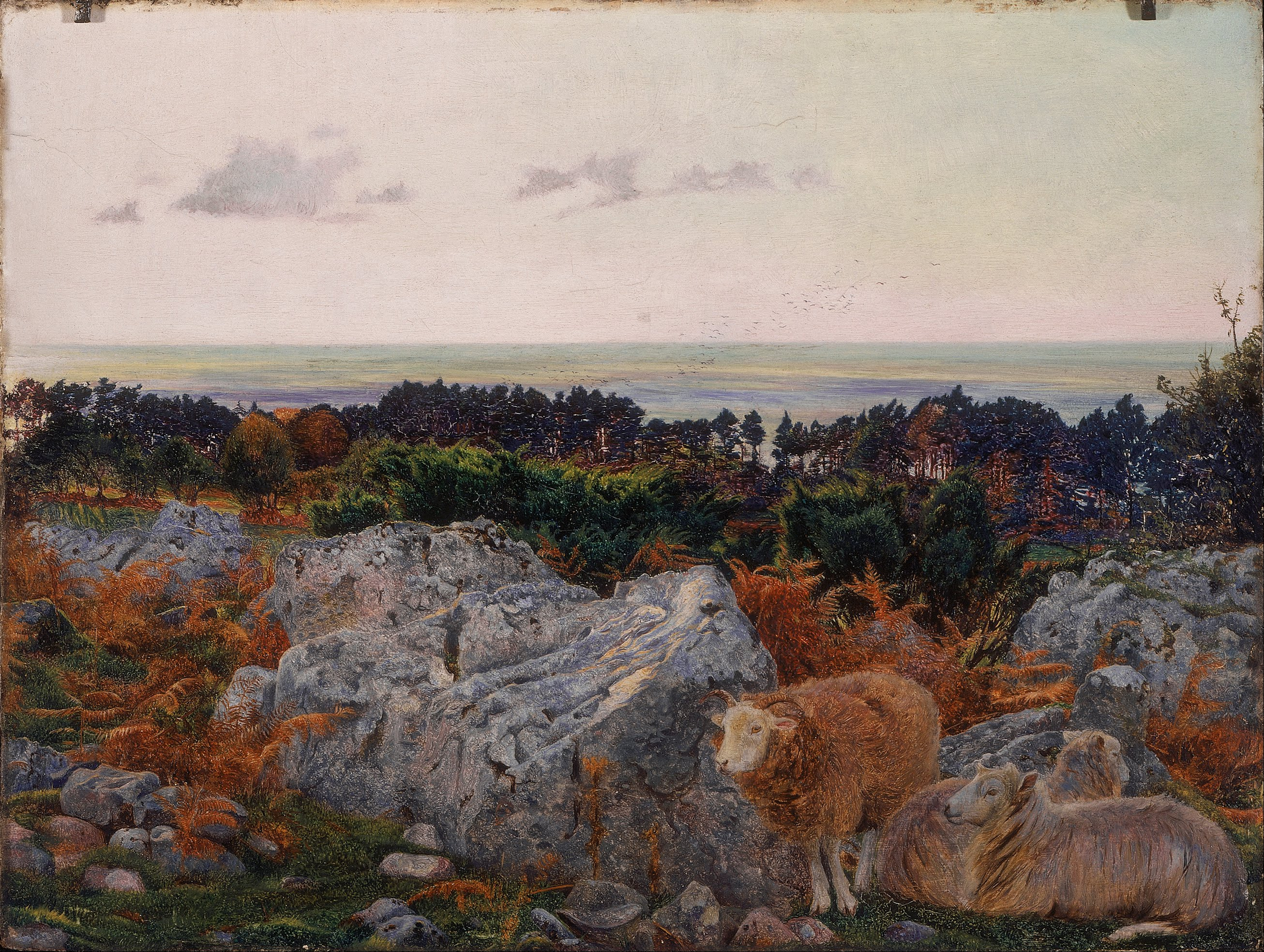
Вид на залив Моркам с Уортон-крэг, 1862, Галерея искусств Уокера, Ливерпуль
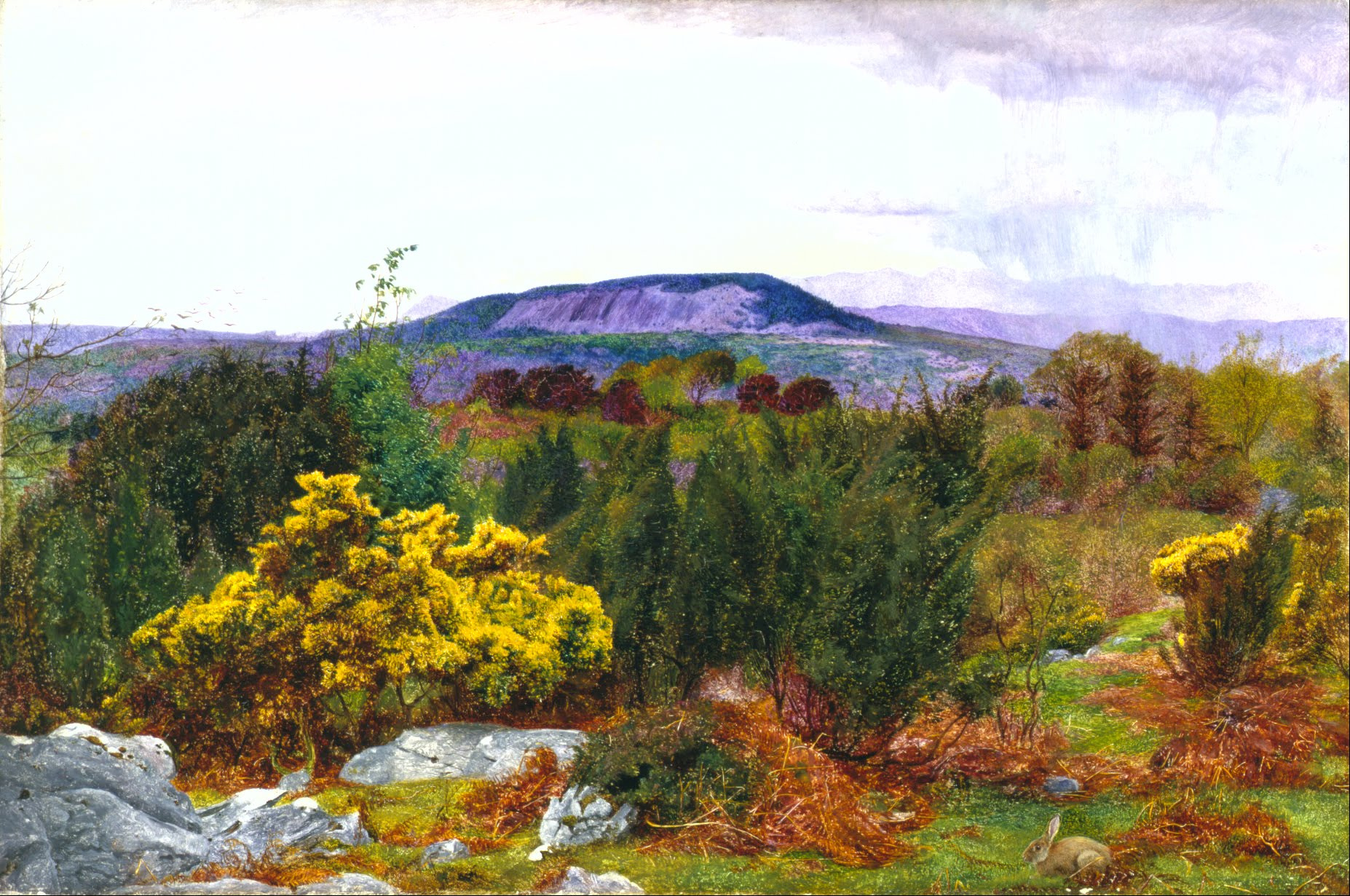
Весна. Вид на холмы с Уортон-крэг, ок. 1863, Галерея искусств Уокера
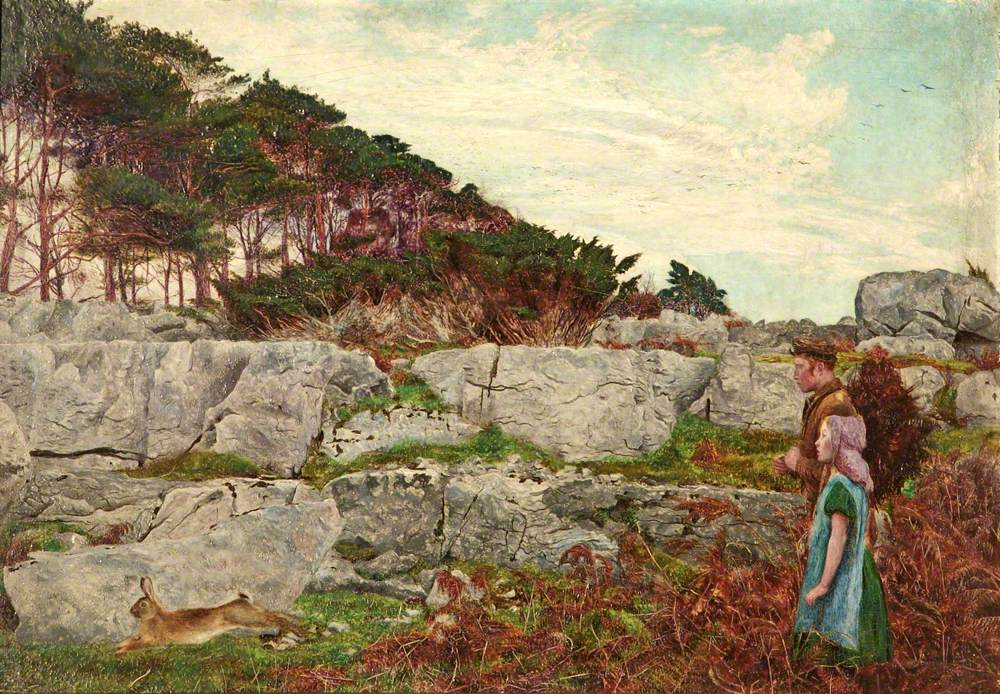
Испуганный кролик.  Уортон-Крэг, Ланкашир. Начало 1860-х, Художественная галерея и музей Уильямсона, Беркенхед
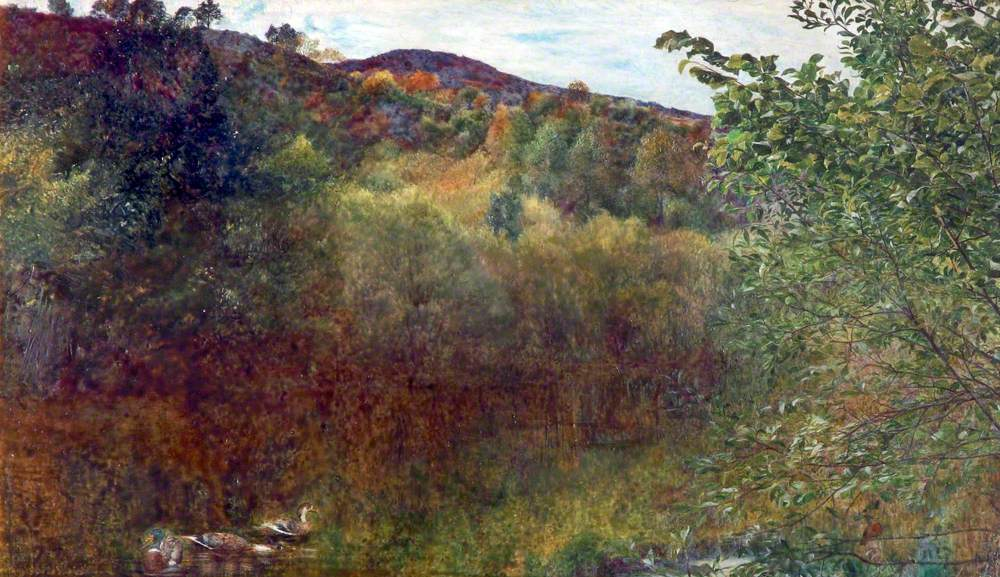
Пейзаж окрестностей Даддона, Камбрия, Художественная галерея и музей Уильямсона
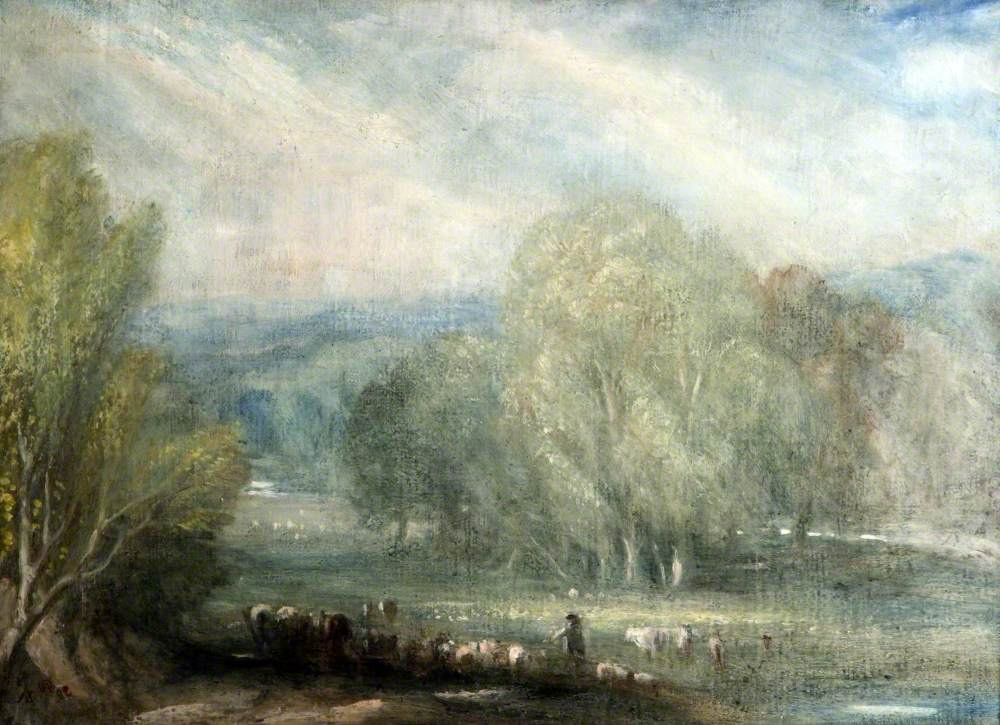
Ранняя весна, 1898, Галерея искусств Уокера
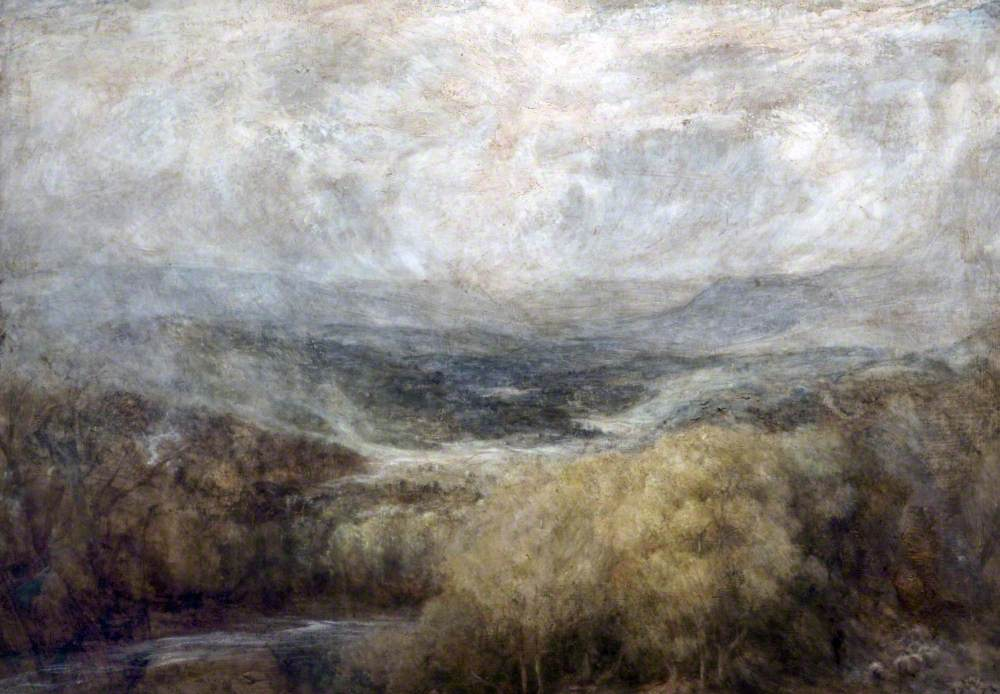
Вид на долину Уэнсли (Уэнслидейл), 1887, Художественная галерея и музей Уильямсона